# Jürgen Harder
Jürgen Harder (13 de junho de 1918 - 17 de fevereiro de 1945) foi um oficial alemão que serviu na Luftwaffe durante a Segunda Guerra Mundial. Foi condecorado com a Cruz de Cavaleiro da Cruz de Ferro com Folhas de Carvalho.

## Condecorações
| Cruz de Ferro (1939) 2ª Classe                                   |                        |
| Cruz de Ferro (1939) 1ª Classe                                   |                        |
| Troféu de Honra da Luftwaffe                                     | 16 de novembro de 1942 |
| Cruz Germânica em Ouro                                           | 8 de fevereiro de 1943 |
| Cruz de Cavaleiro da Cruz de Ferro                               | 5 de dezembro de 1943  |
| Cruz de Cavaleiro da Cruz de Ferro com Folhas de Carvalho nº 727 | 1 de fevereiro de 1945 |